# Ледерг
Леде́рг (фр. Lédergues, окс. Ledèrgas) — коммуна во Франции, находится в регионе Окситания. Департамент — Аверон. Входит в состав кантона Рекиста. Округ коммуны — Родез.
Код INSEE коммуны — 12127.
Коммуна расположена приблизительно в 530 км к югу от Парижа, в 100 км северо-восточнее Тулузы, в 31 км к югу от Родеза.

## Население
Население коммуны на 2008 год составляло 708 человек.
| 1962 | 1968 | 1975 | 1982 | 1990 | 1999 | 2008 |
| ---- | ---- | ---- | ---- | ---- | ---- | ---- |
| 923  | 1049 | 960  | 862  | 746  | 740  | 708  |

## Экономика

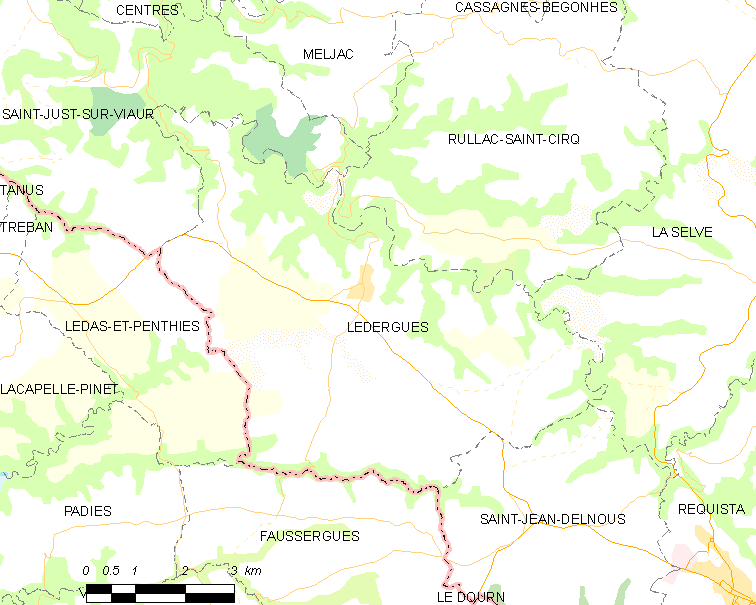
Карта коммуны

В 2007 году среди 370 человек в трудоспособном возрасте (15—64 лет) 266 были экономически активными, 104 — неактивными (показатель активности — 71,9 %, в 1999 году было 64,1 %). Из 266 активных работали 251 человек (141 мужчина и 110 женщин), безработных было 15 (7 мужчин и 8 женщин). Среди 104 неактивных 21 человек были учениками или студентами, 49 — пенсионерами, 34 были неактивными по другим причинам.